# Dorothea Bate

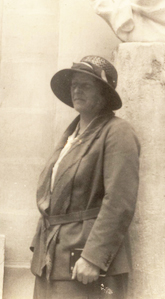
Dorothea Bate (1934)

Dorothea Minola Alice Bate (* 8. November 1878 in Carmarthen, Wales; † 13. Januar 1951 in Westcliff-on-Sea, Essex) war eine britische Wirbeltier-Paläontologin, Zoologin und Ornithologin. Sie war eine Pionierin der Archäozoologie und Expertin für fossile Säuger auf den Mittelmeerinseln.

## Leben
Bate war die Tochter eines Polizeioffiziers (Superintendent), interessierte sich früh für Naturgeschichte und erhielt 1898 einen Posten am Natural History Museum in London in der Abteilung Vögel und bei der Präparation von Fossilien. Damals wurden keine Frauen am British Museum of Natural History beschäftigt (was noch bis 1928 galt), sie beeindruckte aber den Kurator für Vögel Richard Bowdler Sharpe durch ihre Kenntnisse in Vogel-Taxonomie. Ihre weiteren wissenschaftlichen Kenntnisse eignete sie sich während dieser Arbeit im Lauf der Jahre an. 1901 gelang ihr eine erste Veröffentlichung (angeregt und unterstützt durch Henry Woodward) über einen Fundort pleistozäner Säuger (im Tal des River Wye, wohin ihre Familie 1898 gezogen war und wo sie Kalksteinhöhlen erforschte). Ebenfalls 1901 besuchte sie auf eigene Kosten Zypern und fand dort unter anderem Fossilien eines Zwergflusspferdes. Bald darauf kehrte sie mit einem Stipendium der Royal Society zurück und fand einen Zwergelefanten (Elephas cypriotis, heute Palaeoloxodon cypriotes), den sie 1903 erstbeschrieb. Neben Fossilien sammelte sie auch Vögel, Säuger, Insekten und andere Tiere.
Sie besuchte in der Folge eine ganze Reihe weiterer Inseln im Mittelmeerraum wie 1904 Kreta, wo sie ein ausgestorbenes Zwergflusspferd und Zwergelefanten sowie das Kreta-Zwergmammut fand und mit den Ausgräbern wie Arthur Evans in Knossos und insbesondere Harriet Boyd Hawes und Edith Hayward Hall in Kontakt kam, Korsika, die Balearen (drei Kampagnen 1909 bis 1911), wo sie auf Mallorca die ausgestorbene sogenannte Höhlenziege Myotragus balearicus beschrieb (1909), Sardinien und Malta und sie forschte in Afrika unter anderem im Sudan. Dabei reiste sie meist allein, höchstens von selbst rekrutierten lokalen Führern und Hilfskräften begleitet. Sie war dabei äußerst hartnäckig und ließ sich auch durch Gefahren in den meist unbesiedelten oder kaum besiedelten, unwegsamen Gegenden nicht aufhalten. In ihren Ausgrabungen – häufig in Höhlen – benutzte sie auch Dynamit. Ab 1929 arbeitete sie mit der Archäologin Dorothy Garrod zusammen, die Höhlen im Karmel und im Zagros-Gebirge ausgrub, wobei sie die fossile Fauna bearbeitete. In der Kampagne 1934 war sie auch selbst am Karmel (sie fanden unter anderem Reste des Mesopotamischen Damhirsches, von Gazellen und Schweinen). Später identifizierte sie tierische Fossilien auch für weitere Archäologen und Anthropologen wie Louis Leakey. Ihr besonderes Interesse galt auch in Zusammenarbeit mit Archäologen der Rekonstruktion der vergangenen Biotope und des Klimas aus den Fossildaten. Zum Beispiel ergaben sich Hinweise auf das Klima am Karmel aus dem Verhältnis der Knochen von Damhirsch und Gazellen.
1935 bis 1937 grub sie auf einem Hügel bei Bethlehem eine bis 1,8 Millionen Jahre alte Fauna aus (Elefanten, Nashörner, Riesenschildkröten und das Pferd Hipparion).
Aus ihren Beobachtungen isolierter Faunen auf Inseln machte sie einen Trend sowohl zu Zwergwuchs (bei ursprünglich großen Tieren wie Elefanten) als auch zu Gigantismus (bei kleinen Tieren) aus.
Während dieser gesamten Zeit brachte sie es zwar zum Kurator für Vögel und pleistozäne Säuger, wurde aber nur auf der Basis der von ihr präparierten Fossilien und Sammelstücke bezahlt bzw. sie finanzierte sich durch Stipendien zum Beispiel der Royal Society. Eine offizielle feste Anstellung erhielt sie erst 1948. Während der Kriegsjahre waren die zoologischen Sammlungen des Museums nach Tring aufs Land ausgelagert, in das ehemalige Privatmuseum des 2. Baron Rothschild. 1948 wurde sie Leiterin des Naturgeschichtlichen Museums in Tring.
1940 wurde sie Fellow der Geological Society und erhielt deren Wollaston Fund.
Sie war nie verheiratet. Ein Teil ihrer privaten Papiere verbrannte zwar nach ihrem Tod, ein großer Teil ihrer Tagebücher und Aufzeichnungen liegt aber im British Museum of Natural History. Sie veröffentlichte zu Lebzeiten rund 80 Berichte und Artikel und fertigte rund 100 nicht veröffentlichte Berichte über spezielle Sammlungen an.

## Dedikationsnamen
Nach ihr benannt sind: Cervus dorothensis (Capasso Barbato 1992), Mus bateae (David Mayhew 1977) und Myotragus batei (Crusafont Pairo, Basilio Angel 1966).